# Nati nel 1999/Novembre
| Questa pagina contiene informazioni ricavate automaticamente dalle voci biografiche con l'ausilio del template Bio e di un bot. L'aggiornamento è periodico e automatico e ricostruisce completamente la pagina. Se manca una persona in questa lista, sei pregato di non aggiungerla, ma accertati piuttosto che la sua voce biografica contenga il template Bio e che i dati anagrafici siano correttamente compilati. Se il template Bio manca, inseriscilo tu stesso o, in alternativa, metti l'avviso {{tmp\|Bio}} che ne segnala la mancanza. Se i dati riportati sono sbagliati, correggi direttamente la voce biografica; le modifiche saranno visibili in questa lista entro pochi giorni. Per chiarimenti vedi il progetto biografie. La lista contiene solo le 292 persone che sono citate nell'enciclopedia e per le quali è stato implementato correttamente il template Bio. Pagina aggiornata al 18 ago 2025. |

- 1º novembre - Dyami Brown, giocatore di football americano statunitense
- 1º novembre - Marc García, pilota motociclistico spagnolo
- 1º novembre - Yéiler Góez, calciatore colombiano
- 1º novembre - Josh Hoey, mezzofondista statunitense
- 1º novembre - Benaya Srur, cestista israeliano
- 1º novembre - Valeria Trucco, cestista italiana
- 1º novembre - Linus Weber, pallavolista tedesco
- 2 novembre - Lilian Brassier, calciatore francese
- 2 novembre - Duarte Valente, calciatore portoghese
- 2 novembre - Marcos López, calciatore peruviano
- 2 novembre - Caden Sterns, giocatore di football americano statunitense
- 2 novembre - Ar'Darius Washington, giocatore di football americano statunitense
- 3 novembre - Kaan Caliskaner, calciatore tedesco
- 3 novembre - Danil Glebov, calciatore russo
- 3 novembre - Javian Hawkins, giocatore di football americano statunitense
- 3 novembre - Buddy Howell, giocatore di football americano statunitense
- 3 novembre - Tamás Nikitscher, calciatore ungherese
- 3 novembre - Geōrgios Tzovaras, calciatore greco
- 4 novembre - Adriano, calciatore brasiliano
- 4 novembre - Lachlan Bassett, canoista australiano
- 4 novembre - Ekow Boye-Doe, giocatore di football americano ghanese
- 4 novembre - Nicolás Demartini, calciatore argentino
- 4 novembre - Eric Gray, giocatore di football americano statunitense
- 4 novembre - Polina Komar, sincronetta russa
- 4 novembre - Daniele Lavia, pallavolista italiano
- 4 novembre - Marokhy Ndione, calciatore svedese
- 4 novembre - Jeremiah Owusu-Koramoah, giocatore di football americano statunitense
- 4 novembre - Deabeas Owusu-Sekyere, calciatore olandese
- 4 novembre - Nikko Remigio, giocatore di football americano statunitense
- 4 novembre - Guðmundur Tryggvason, calciatore islandese
- 4 novembre - Ben Wilmot, calciatore inglese
- 5 novembre - Martina Fidanza, pistard e ciclista su strada italiana
- 5 novembre - İlayda Güner, cestista turca
- 5 novembre - Loena Hendrickx, pattinatrice artistica su ghiaccio belga
- 5 novembre - Panagiōtīs Liagkas, calciatore greco
- 5 novembre - Connor Metcalfe, calciatore australiano
- 5 novembre - Ismahila Ouédraogo, calciatore burkinabé
- 5 novembre - Danny van der Tuuk, ciclista su strada olandese
- 6 novembre - Ramsey Angela, ostacolista e velocista olandese
- 6 novembre - Andrea Bouma, velocista olandese
- 6 novembre - Arianna Caruso, calciatrice italiana
- 6 novembre - Agnese Cecconello, pallavolista italiana
- 6 novembre - Robert Finke, nuotatore statunitense
- 6 novembre - Walid Ould-Chikh, calciatore olandese
- 6 novembre - Alix Vinicius, calciatore brasiliano
- 7 novembre - Mihai Aioani, calciatore rumeno
- 7 novembre - Dalano Banton, cestista canadese
- 7 novembre - Kasper Jørgensen, calciatore danese
- 7 novembre - Oier Lazkano, ciclista su strada spagnolo
- 7 novembre - Dakota Luther, nuotatrice statunitense
- 7 novembre - Álex Millán, calciatore spagnolo
- 7 novembre - Simisola Shittu, cestista canadese
- 8 novembre - Frederik Alves Ibsen, calciatore danese
- 8 novembre - Isaac Bonga, cestista tedesco
- 8 novembre - Michele Collocolo, calciatore italiano
- 8 novembre - Candy Floss, wrestler inglese
- 8 novembre - Iron Gomis, calciatore francese
- 8 novembre - Leon Heinschke, ex ciclista su strada tedesco
- 8 novembre - Francis Jno-Baptiste, calciatore inglese
- 8 novembre - Marte Mapu, giocatore di football americano statunitense
- 8 novembre - Benjamin Wadsworth, attore statunitense
- 8 novembre - Pooh Shiesty, rapper statunitense
- 8 novembre - Daniel Štefulj, calciatore croato
- 9 novembre - Aravindh Chithambaram, scacchista indiano
- 9 novembre - Kyle Blignaut, pesista sudafricano
- 9 novembre - Juan Manuel Boselli, calciatore uruguaiano
- 9 novembre - Tiarn Collins, snowboarder neozelandese
- 9 novembre - Daniel Faalele, giocatore di football americano australiano
- 9 novembre - Nikola Krajinović, calciatore croato
- 9 novembre - Ana Maria Marković, calciatrice croata
- 9 novembre - Alessandro Pajola, cestista italiano
- 9 novembre - Drew Peterson, cestista statunitense
- 9 novembre - Karol Sevilla, cantante e attrice messicana
- 9 novembre - Luka Radivojević, calciatore serbo
- 9 novembre - Toramaru Shibano, goista giapponese
- 9 novembre - Alana Smith, tennista statunitense
- 9 novembre - Louis Tuaire, sciatore alpino francese
- 9 novembre - Laura Unuk, scacchista slovena
- 9 novembre - Meerim Zhumanazarova, lottatrice kirghisa
- 10 novembre - Mihajlo Banjac, calciatore serbo
- 10 novembre - Petit Biscuit, disc jockey e produttore discografico francese
- 10 novembre - Jason Ceka, calciatore tedesco
- 10 novembre - Michael Cimino, attore statunitense
- 10 novembre - Andrei Cornea, canottiere rumeno
- 10 novembre - Pouya Dadmarz, lottatore iraniano
- 10 novembre - Enrico Delprato, calciatore italiano
- 10 novembre - Armand Duplantis, astista svedese
- 10 novembre - Hugo Duro, calciatore spagnolo
- 10 novembre - João Félix, calciatore portoghese
- 10 novembre - Victor Kiplangat, maratoneta e fondista di corsa in montagna ugandese
- 10 novembre - Tyler Lacy, giocatore di football americano statunitense
- 10 novembre - Rui Mendes, calciatore portoghese
- 10 novembre - Pedrinho, calciatore brasiliano
- 10 novembre - Carlos Romaña, calciatore colombiano
- 10 novembre - Victaria Saxton, cestista statunitense
- 10 novembre - Kiernan Shipka, attrice statunitense
- 11 novembre - Jake Andrews, giocatore di football americano statunitense
- 11 novembre - Amedeo Bagnis, skeletonista italiano
- 11 novembre - Buddy Boeheim, cestista statunitense
- 11 novembre - Thomas Booker, giocatore di football americano statunitense
- 11 novembre - Kevin Colleoni, ciclista su strada italiano
- 11 novembre - Ray Davis, giocatore di football americano statunitense
- 11 novembre - Fan Yilin, ginnasta cinese
- 11 novembre - Kevin Felida, calciatore olandese
- 11 novembre - Romell Glave, velocista britannico
- 11 novembre - X González, attivista statunitense
- 11 novembre - Samara Joy, cantante statunitense
- 11 novembre - Kelvin Joseph, giocatore di football americano statunitense
- 11 novembre - KC Lightfoot, astista statunitense
- 11 novembre - Paloma Mami, cantante statunitense
- 11 novembre - Henok Mulubrhan, ciclista su strada eritreo
- 11 novembre - Martin Pajić, calciatore croato
- 11 novembre - Peemapol Panichtamrong, attore thailandese
- 11 novembre - Park Solomon, attore sudcoreano
- 11 novembre - Jutta Rantala, calciatrice finlandese
- 11 novembre - Federico Ravaglia, calciatore italiano
- 11 novembre - Ikouwem Utin, calciatore nigeriano
- 11 novembre - Brayden Willis, giocatore di football americano statunitense
- 12 novembre - Francesco Akira, wrestler italiano
- 12 novembre - Alfons Amade, calciatore tedesco
- 12 novembre - Aboubacar Doumbia, calciatore ivoriano
- 12 novembre - Boglárka Dévai, ginnasta ungherese
- 12 novembre - Novica Eraković, calciatore montenegrino
- 12 novembre - Au'Diese Toney, cestista statunitense
- 12 novembre - Patrizia van der Weken, velocista lussemburghese
- 13 novembre - Fatih Kaya, calciatore tedesco
- 13 novembre - Ronisia, cantante capoverdiana
- 13 novembre - Lando Norris, pilota automobilistico britannico
- 13 novembre - Danilo Riethmüller, biatleta tedesco
- 14 novembre - Anna Csiki, calciatrice ungherese
- 14 novembre - Yonas Malede, calciatore israeliano
- 14 novembre - Noel Niemann, calciatore tedesco
- 14 novembre - Carmen Panepinto, modella italiana
- 14 novembre - Katrin Stoičkova, cestista bulgara
- 14 novembre - Dorian Thompson-Robinson, giocatore di football americano statunitense
- 14 novembre - Wang Ciyue, sincronetta cinese
- 14 novembre - Jude Wright, attore britannico
- 14 novembre - Jordan Zemura, calciatore zimbabwese
- 14 novembre - Pablo Roberto, calciatore brasiliano
- 15 novembre - Antoine Green, giocatore di football americano statunitense
- 15 novembre - Jontay Porter, cestista statunitense
- 15 novembre - Miyu Tomita, doppiatrice e cantante giapponese
- 15 novembre - Nikola Tričković, calciatore serbo
- 15 novembre - Jader Valencia, calciatore colombiano
- 16 novembre - Bol Bol, cestista sudsudanese
- 16 novembre - Yehvann Diouf, calciatore francese
- 16 novembre - Agustín Irazoque, calciatore argentino
- 16 novembre - Radosław Majecki, calciatore polacco
- 16 novembre - Jordan McFadden, giocatore di football americano statunitense
- 16 novembre - Zola, rapper francese
- 16 novembre - Beatrice Negretti, pallavolista italiana
- 16 novembre - Nkosingiphile Ngcobo, calciatore sudafricano
- 16 novembre - Philip Quinton, calciatore statunitense
- 16 novembre - Gabriela Regly, nuotatrice artistica brasiliana
- 16 novembre - George Tanner, calciatore inglese
- 16 novembre - Mats Wieffer, calciatore olandese
- 17 novembre - Himad Abdelli, calciatore francese
- 17 novembre - Tobias Bayer, ciclista su strada austriaco
- 17 novembre - Donovan Carrillo, pattinatore artistico su ghiaccio messicano
- 17 novembre - Jorge Cuenca, calciatore spagnolo
- 17 novembre - Ibrahim Diabate, calciatore ivoriano
- 17 novembre - Kerolin Nicoli Israel Ferraz, calciatrice brasiliana
- 17 novembre - Young Igi, rapper polacco
- 17 novembre - Ivan Šapina, taekwondoka croato
- 18 novembre - Andrew Abruzzo, nuotatore statunitense
- 18 novembre - Adrian Bogucki, cestista polacco
- 18 novembre - Róbert Boženík, calciatore slovacco
- 18 novembre - Gašper Brecl, combinatista nordico sloveno
- 18 novembre - Mateus Brunetti, calciatore brasiliano
- 18 novembre - Aron Can, rapper e cantante islandese
- 18 novembre - Victor Dimukeje, giocatore di football americano statunitense
- 18 novembre - Daiyan Henley, giocatore di football americano statunitense
- 18 novembre - Zion Johnson, giocatore di football americano statunitense
- 18 novembre - Anđelko Jovanović, calciatore montenegrino
- 18 novembre - Ibrahim Mahnashi, calciatore saudita
- 18 novembre - Goodman Mosele, calciatore sudafricano
- 18 novembre - Domingos Quina, calciatore portoghese
- 18 novembre - Luciano Squadrone, calciatore argentino
- 18 novembre - Oskar Stølan, giocatore di calcio a 5 e calciatore norvegese
- 18 novembre - Eugene Swen, calciatore liberiano
- 18 novembre - Fabinho, calciatore brasiliano
- 19 novembre - Eric Boakye, calciatore ghanese
- 19 novembre - Vanessa Kamga, discobola svedese
- 19 novembre - Josh Key, calciatore inglese
- 19 novembre - Davide Kovač, pallavolista serbo
- 19 novembre - Samuel Kozlovský, calciatore slovacco
- 19 novembre - Félix Lefebvre, attore francese
- 19 novembre - Evgenija Medvedeva, ex pattinatrice artistica su ghiaccio russa
- 19 novembre - Nándor Németh, nuotatore ungherese
- 19 novembre - Juan Gómez de Liaño, cestista filippino
- 19 novembre - Petar Ćirković, calciatore serbo
- 20 novembre - Enzo Cabrera, calciatore argentino
- 20 novembre - Deane Leonard, giocatore di football americano canadese
- 20 novembre - JC Ngando, calciatore camerunese
- 20 novembre - Elison Rivas, calciatore honduregno
- 20 novembre - Ádám Varga, canoista ungherese
- 20 novembre - Maren Völz, canottiera tedesca
- 21 novembre - Islam Chesnokov, calciatore kazako
- 21 novembre - Jimmy Ekua, calciatore equatoguineano
- 21 novembre - Isaiah Firebrace, cantante australiano
- 21 novembre - Fenna Kalma, calciatrice olandese
- 21 novembre - Hunter McElrea, pilota automobilistico neozelandese
- 22 novembre - Bendegúz Bolla, calciatore ungherese
- 22 novembre - Lyon Farrell, snowboarder statunitense
- 22 novembre - Akie Hanai, lottatrice giapponese
- 22 novembre - Arsen Harutyunyan, lottatore armeno
- 22 novembre - Jamar Johnson, giocatore di football americano statunitense
- 22 novembre - Ernest Jones, giocatore di football americano statunitense
- 22 novembre - Olivia Rose Keegan, attrice statunitense
- 22 novembre - Trey McBride, giocatore di football americano statunitense
- 22 novembre - Dwight McNeil, calciatore inglese
- 22 novembre - Fredrik Schön, lottatore svedese
- 22 novembre - Matt Smith, calciatore inglese
- 22 novembre - David Stakston, attore norvegese
- 22 novembre - Brandon Williams, cestista statunitense
- 22 novembre - Xu Jiayang, goista cinese
- 22 novembre - Amálie Švábíková, astista ceca
- 23 novembre - Naïs Djouahra, calciatore francese
- 23 novembre - Valery Fernández, calciatore spagnolo
- 23 novembre - Asher Jordan, sciatore alpino canadese
- 23 novembre - Boubacar Kamara, calciatore francese
- 23 novembre - Klismahn, calciatore brasiliano
- 23 novembre - Marlie Monserez, pallavolista statunitense
- 23 novembre - Jake Moody, giocatore di football americano statunitense
- 23 novembre - Takuya Ogiwara, calciatore giapponese
- 23 novembre - Tyrone Tracy Jr., giocatore di football americano statunitense
- 23 novembre - Eva Vedder, tennista olandese
- 24 novembre - Norman Campbell, calciatore giamaicano
- 24 novembre - Jean Hugonet, calciatore francese
- 24 novembre - Abby Steiner, velocista statunitense
- 24 novembre - Jonáš Vais, calciatore ceco
- 25 novembre - Nooran Ba Matraf, nuotatrice statunitense
- 25 novembre - Amar Beganović, calciatore bosniaco
- 25 novembre - Albert Chemutai, mezzofondista, siepista e fondista di corsa in montagna ugandese
- 25 novembre - Nanami Kitamura, calciatrice giapponese
- 25 novembre - Lin Ying Xiang, giocatore di badminton australiano
- 25 novembre - Lucas Morales, calciatore uruguaiano
- 25 novembre - Žan Rogelj, calciatore sloveno
- 25 novembre - Aleksa Smiljić, giocatore di football americano serbo
- 25 novembre - Moussa Sylla, calciatore francese
- 25 novembre - Wendelin Thannheimer, combinatista nordico tedesco
- 25 novembre - Maxim Van Gils, ciclista su strada belga
- 26 novembre - Bavuudorjiin Baasankhüü, judoka mongola
- 26 novembre - Giorgia Boni, attrice, cantante e modella italiana
- 26 novembre - Cheyenne Brown, sciatrice alpina statunitense
- 26 novembre - Hassan Haskins, giocatore di football americano statunitense
- 26 novembre - Alex Þór Hauksson, calciatore islandese
- 26 novembre - Jonas Holdenrieder, attore tedesco
- 26 novembre - Jaycee Horn, giocatore di football americano statunitense
- 26 novembre - Olivia O'Brien, cantautrice statunitense
- 26 novembre - Raúl Parra, calciatore spagnolo
- 26 novembre - Sven Roes, pattinatore di short track olandese
- 26 novembre - Baptiste Roux, calciatore francese
- 26 novembre - Perr Schuurs, calciatore olandese
- 26 novembre - Jacob Shaffelburg, calciatore canadese
- 26 novembre - Martyna Łukasik, pallavolista polacca
- 27 novembre - Achraf Douiri, calciatore olandese
- 27 novembre - Santiago Herrera, calciatore venezuelano
- 27 novembre - Noah Igbinoghene, giocatore di football americano statunitense
- 27 novembre - Evans Kiptum, mezzofondista keniano
- 27 novembre - Srđan Kočić, cestista bosniaco
- 27 novembre - Mario Macchiati, ginnasta italiano
- 27 novembre - Emma Muscat, cantautrice, pianista e modella maltese
- 27 novembre - Alex Peroni, pilota automobilistico australiano
- 27 novembre - Constantin Schmid, saltatore con gli sci tedesco
- 27 novembre - Oscar Tshiebwe, cestista della Repubblica Democratica del Congo
- 27 novembre - Cristopher Varela, calciatore venezuelano
- 28 novembre - Marija Bondareva, ginnasta russa
- 28 novembre - Ugochukwu Iwu, calciatore nigeriano
- 28 novembre - Trey Jemison, cestista statunitense
- 28 novembre - Sékou Koïta, calciatore maliano
- 28 novembre - Paky, rapper italiano
- 28 novembre - Hinata Miyazawa, calciatrice giapponese
- 28 novembre - Israel Mukuamu, giocatore di football americano statunitense
- 28 novembre - Pasquale Selvarolo, mezzofondista italiano
- 28 novembre - Owen Wijndal, calciatore olandese
- 28 novembre - Leo Skiri Østigård, calciatore norvegese
- 29 novembre - Rashod Bateman, giocatore di football americano statunitense
- 29 novembre - Morgan Brown, calciatore inglese
- 29 novembre - Gianpaolo Buzzacchino, schermidore italiano
- 29 novembre - Sara Casasola, ciclocrossista e ciclista su strada italiana
- 29 novembre - Finn Florijn, canottiere olandese
- 29 novembre - Daniel Nussbaumer, calciatore austriaco
- 29 novembre - Emmi Peltonen, pattinatrice artistica su ghiaccio finlandese
- 29 novembre - Andrew Tang, scacchista statunitense
- 29 novembre - Marija Tolj, discobola croata
- 29 novembre - Patrick Vroegh, calciatore olandese
- 30 novembre - Rocky Bushiri, calciatore belga
- 30 novembre - Giorgio Galipò, cestista italiano
- 30 novembre - Roman Mejia, ballerino statunitense
- 30 novembre - Tecla Pettenuzzo, calciatrice italiana
- 30 novembre - Dora, cantante russa